# Kriegerdenkmal Klietznick

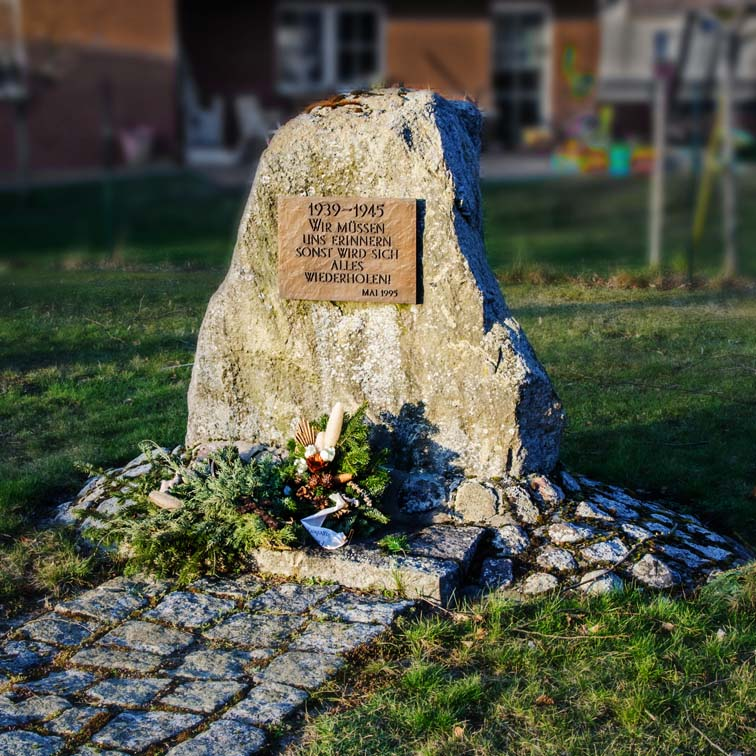
Kriegerdenkmal Klietznick

Das Kriegerdenkmal Klietznick ist ein denkmalgeschütztes Kriegerdenkmal in der Ortschaft Klietznick der Stadt Jerichow in Sachsen-Anhalt. Im örtlichen Denkmalverzeichnis ist das Kriegerdenkmal unter der Erfassungsnummer 094 86815 als Baudenkmal verzeichnet.

## Lage
Das Kriegerdenkmal von Klietznick befindet sich auf dem Kirchgelände der Kirche von Klietznick.

## Gestaltung
Es handelt sich um einen Gedenkstein mit einer Gedenktafel für die Gefallenen des Zweiten Weltkriegs. Der Gedenkstein wurde 1995 errichtet.

## Inschrift
„1939 – 1945 Wir müssen uns erinnern sonst wird sich alles wiederholen. Mai 1995“

## Quelle
- Gefallenen Denkmal Klietznik Online, abgerufen am 20. Juni 2017.